# Stack Exchange
Stack Exchange és una xarxa de llocs web de preguntes i respostes (Q&A) sobre temes en diversos camps, cada lloc tracta un tema específic, on les preguntes, les respostes i els usuaris estan subjectes a un procés d'adjudicació de reputació. El sistema de reputació permet que els llocs siguin automoderats. A partir del març de 2023, els tres llocs més visualitzats de la xarxa són Stack Overflow (que se centra en la programació d'ordinadors), Unix i Linux i Matemàtiques.
Tots els llocs de la xarxa estan modelats a partir del lloc inicial Stack Overflow que va ser creat per Jeff Atwood i Joel Spolsky el 2008. S'estableixen, es defineixen i, eventualment, altres llocs de preguntes i respostes a la xarxa – si es troba rellevant – creat pels usuaris registrats a través d'un lloc especial anomenat Area 51.
Les contribucions dels usuaris des del 2 de maig de 2018 estan sota llicència Creative Commons Reconeixement-CompartirIgual 4.0 Internacional. El contingut més antic, aportat mentre el lloc utilitzava la llicència Creative Commons Reconeixement-CompartirIgual 3.0 Unported o l'anterior llicència Creative Commons Reconeixement-CompartirIgual 2.5 Unported, continua sota la llicència vigent en el moment en què es va aportar.El juny de 2021, Prosus va adquirir Stack Overflow per 1.800 milions de dòlars, la seva primera adquisició completa a l'àrea de tecnologia educativa.

## Tecnologies utilitzades
Stack Exchange utilitza IIS, SQL Server, i l'ASP. NET framework, tot des d'una única base de codi per a cada lloc de Stack Exchange (excepte Area 51, que surt d'una bifurcació d'Stack Overflow). Els blocs abans utilitzaven WordPress, però s'han deixat de fer. L'equip també utilitza Redis, HAProxy i Elasticsearch.
Stack Exchange intenta mantenir-se al dia amb les tecnologies més noves de Microsoft, normalment utilitzant les últimes versions de qualsevol marc determinat. El codi està escrit principalment en C# ASP. NET MVC utilitzant el Razor View Engine. L'IDE preferit és Visual Studio i les capes de dades utilitzen Dapper per accedir a les dades.
El lloc fa ús de slugs d'URL a més d'identificadors numèrics per als URL de preguntes.